# La Vaupalière
La Vaupalière és un municipi francès situat al departament del Sena Marítim i a la regió de Normandia. L'any 2007 tenia 992 habitants.

## Demografia

### Població
El 2007 la població de fet de La Vaupalière era de 992 persones. Hi havia 362 famílies de les quals 44 eren unipersonals (12 homes vivint sols i 32 dones vivint soles), 125 parelles sense fills, 165 parelles amb fills i 28 famílies monoparentals amb fills.
La població ha evolucionat segons el següent gràfic:
Habitants censats

### Habitatges
El 2007 hi havia 369 habitatges, 359 eren l'habitatge principal de la família, 2 eren segones residències i 8 estaven desocupats. Tots els 367 habitatges eren cases. Dels 359 habitatges principals, 319 estaven ocupats pels seus propietaris, 35 estaven llogats i ocupats pels llogaters i 5 estaven cedits a títol gratuït; 1 tenia una cambra, 8 en tenien dues, 23 en tenien tres, 86 en tenien quatre i 241 en tenien cinc o més. 323 habitatges disposaven pel capbaix d'una plaça de pàrquing. A 128 habitatges hi havia un automòbil i a 220 n'hi havia dos o més.

### Piràmide de població
La piràmide de població per edats i sexe el 2009 era:
| Homes | Edats   | Dones |
| ----- | ------- | ----- |
| 4     | 95 o +  | 4     |
| 0     | 90 a 94 | 4     |
| 4     | 85 a 89 | 0     |
| 4     | 80 a 84 | 4     |
| 16    | 75 a 79 | 28    |
| 8     | 70 a 74 | 12    |
| 8     | 65 a 69 | 16    |
| 32    | 60 a 64 | 16    |
| 20    | 55 a 59 | 20    |
| 32    | 50 a 54 | 32    |
| 24    | 45 a 49 | 36    |
| 64    | 40 a 44 | 44    |
| 48    | 35 a 39 | 60    |
| 44    | 30 a 34 | 52    |
| 16    | 25 a 29 | 20    |
| 0     | 20 a 24 | 12    |
| 56    | 15 a 19 | 24    |
| 56    | 10 a 14 | 52    |
| 56    | 5 a 9   | 36    |
| 48    | 0 a 4   | 40    |

## Economia
El 2007 la població en edat de treballar era de 674 persones, 485 eren actives i 189 eren inactives. De les 485 persones actives 470 estaven ocupades (247 homes i 223 dones) i 15 estaven aturades (9 homes i 6 dones). De les 189 persones inactives 71 estaven jubilades, 87 estaven estudiant i 31 estaven classificades com a «altres inactius».

### Ingressos
El 2009 a La Vaupalière hi havia 352 unitats fiscals que integraven 980,5 persones, la mediana anual d'ingressos fiscals per persona era de 22.682 €.

### Activitats econòmiques
Dels 55 establiments que hi havia el 2007, 5 eren d'empreses extractives, 1 d'una empresa de fabricació d'altres productes industrials, 12 d'empreses de construcció, 13 d'empreses de comerç i reparació d'automòbils, 4 d'empreses de transport, 2 d'empreses d'hostatgeria i restauració, 2 d'empreses d'informació i comunicació, 2 d'empreses financeres, 1 d'una empresa immobiliària, 8 d'empreses de serveis, 2 d'entitats de l'administració pública i 3 d'empreses classificades com a «altres activitats de serveis».
Dels 16 establiments de servei als particulars que hi havia el 2009, 2 eren tallers de reparació d'automòbils i de material agrícola, 2 paletes, 4 fusteries, 2 lampisteries, 3 electricistes, 1 empresa de construcció, 1 perruqueria i 1 restaurant.
L'any 2000 a La Vaupalière hi havia 6 explotacions agrícoles.

## Equipaments sanitaris i escolars
El 2009 hi havia 1 escola maternal i 1 escola elemental integrada dins d'un grup escolar amb les comunes properes formant una escola dispersa.

## Poblacions més properes
El següent diagrama mostra les poblacions més properes.